# Camille Delvigne
Pour les articles homonymes, voir Delvigne.
Camille Delvigne, né le 26 septembre 1954 à Éghezée, est un joueur de football belge, qui évoluait comme arrière latéral gauche. Il a la particularité d'avoir remporté deux titres lors des deux premières saisons de sa carrière, en ne jouant en tout que trois matches. Il met un terme à sa carrière en 1977 à seulement 25 ans, à la suite d'une grave fracture de la jambe.

## Carrière
Formé au SC Éghezée, Camille Delvigne rejoint le Sporting d'Anderlecht à 15 ans. Considéré comme un espoir du club, il est incorporé au noyau A en 1972. Il ne joue que deux matches lors de sa première saison, dont la finale de la Coupe de Belgique 1973 remportée par les Bruxellois. La saison suivante, il ne joue qu'un match de championnat, comme remplaçant, mais fait néanmoins partie des champions de Belgique. L'arrivée de l'international Jean Thissen, qui occupe la même position sur le terrain, le pousse à quitter le club. Il rejoint les rangs de l'Olympic Montignies-sur-Sambre, de retour en première division. L'expérience ne dure qu'un an, et le club est relégué. Il déménage alors à Bas-Oha, en Division 3, où il joue deux ans avant d'arrêter le football.

### Palmarès
- 1 fois champion de Belgique en 1974 avec Anderlecht.
- Vainqueur de la Coupe de Belgique en 1973 avec Anderlecht.